# Wyżyna Górnogwinejska
Wyżyna Górnogwinejska (dawniej także: Próg Górnogwinejski) - wyżyna w Afryce Zachodniej, na północny zachód od wybrzeży Zatoki Gwinejskiej. Rozciąga się od źródeł Nigru i Senegalu na terytorium Gwinei, Sierra Leone i Mali przez Liberię, Burkinę Faso, Wybrzeże Kości Słoniowej, Ghanę, Togo, Benin aż po Nigerię.
Na południowym wschodzie wyżyna przechodzi w Wyżynę Dolnogwinejską, na wschodzie w Wyżynę Adamawa, na północny ograniczona jest równiną Macina w obszarze doliny Nigru, zaś od zachodu przechodzi w zachodnioafrykańskie niziny w dorzeczu Senegalu i Gambii. Na południu wyżyna opada stopniowo ku tropikalnym wybrzeżom Zatoki Gwinejskiej.
Obszar Wyżyny Górnogwinejskiej zdominowany jest przez roślinność sannową, przechodzącą na południu w wilgotny las równikowy. Krajobraz zachodniej części wyżyny jest górzysty, ze szczytem Nimba na granicy Gwinei i Wybrzeża Kości Słoniowej, górami Loma na pograniczu gwinejsko-sierraleońskim i wyżyną Futa Dżalon w Gwinei i Senegalu. W środkowej części wyżyny w okolicach Jeziora Wolta występuje teren pagórkowaty, przechodzący na wschodzie ponownie w mocno pofałdowane Góry Togo w Togo i Beninie oraz wyżynę Dżos w Nigerii.